# Потюо (броненосен крайцер)
Потюо (на френски: Pothuau) е броненосен крайцер на ВМС на Франция от края на XIX век. Той е версия на броненосните крайцери тип „Амирал Шарне“, които на свой ред са дюджетна версия на „Дюпюи дьо Лом“. Построен е в единствен екземпляр. В някои източници корабът е класифициран като бронепалубен. Заради ниските характеристики на „Потюо“ във военноморското ведомство на Франция решават да преминат към строителство на по-големи крайцери, първия от тях е „Жана д’Арк“.

## Оценка на проекта
За „Потюо“ капитан 1 ранг (по това време) A.M. Абаза пише, че посещавайки го „всеки път се радвам, че това е френски, а не руски кораб“, защото е образец за това как не трябва да се строят бойни кораби.